# 붉은바위쥐
붉은바위쥐(Aethomys chrysophilus)는 쥐과 쥐아과에 속하는 설치류의 일종이다. 남아프리카의 토착종이다.

## 특징
붉은바위쥐의 머리부터 몸까지 길이는 12~17cm이고 꼬리 길이는 13~20cm, 몸무게는 40~114g이다. 수컷은 암컷보다 현저히 크지 않다. 상체와 옆구리의 털은 주로 불그스레한 갈색을 띠는 반면에 짙은 갈색 또는 검은색이 섞여 있으며 전체적으로는 오렌지색과 노랑 또는 계피색부터 중간 갈색까지 다양하게 띤다. 하체는 희거나 아주 연한 회색이고, 몸 다른 부분과 구별되는 분명한 경계선이 보인다. 머리는 단단하고 주둥이는 뭉툭하며, 3쌍의 젖꼭지를 갖고 있다.